# Сычеников, Орест Александрович
Орест Александрович Сычеников (1922—2017) — советский хозяйственный, государственный и политический деятель.

## Биография
Родился в 1922 году в селе Батурино (ныне Бельского района Смоленской области). Член КПСС.
В 1932 году с родителями переехал в Туапсе.
Участник Великой Отечественной войны. В марте 1942 года мобилизован в РККА, воевал в составе 318 сд 18-й армии. Затем направлен на курсы младших лейтенантов 47-й армии. 8 мая 1943 в боях на Белгородском направлении тяжело ранен, контужен, после лечения уволен из армии по состоянию здоровья. В марте 1944 года вновь призван и в составе войск 3-го Прибалтийского и 2-го Белорусского фронтов участвовал в освобождении Эстонии, Польши, боях на территории Германии севернее Берлина. В ноябре 1945 года демобилизован.
Окончил судомеханический факультет Одесского института инженеров морского флота (1951).
Трудовая деятельность:
- 1951—1956 — инженер производственного отдела Туапсинского судоремонтного завода;
- 1956—1959 — директор Туапсинского технического училища № 1.
- 1959—1961 — заведующий отделом, секретарь, второй, первый секретарь Туапсинского горкома КПСС;
- сентябрь 1961 — декабрь 1963 — секретарь Краснодарского крайкома КПСС.
- декабрь 1963 — май 1964 — первый секретарь Новороссийского горкома КПСС[1].
- 1964—1967 — начальник управления нефтеналивного флота Черноморского морского пароходства в г. Новороссийске.

С января 1967 по 1977 год директор Новороссийского морского пароходства.
С 1977 по 1986 год председатель Президиума ЦК профсоюза работников морского и речного флота в Москве.
Делегат XXIV съезда КПСС.
Заслуженный работник транспорта РСФСР. Награждён орденами Ленина, Октябрьской революции, Отечественной войны 1-й степени, Трудового Красного Знамени, Дружбы народов, медалями «За боевые заслуги», «За оборону Кавказа», «Ветеран труда».
Почётный гражданин Города-Героя Новороссийска.
Умер в Москве в 2017 году.